# Calendari romà

El primitiu calendari de Roma fixava la durada dels mesos en 29 dies, 12 hores i 44 minuts, amb mesos lunars de 29 o 30 dies. El mes era la fracció major, i el dia la menor, encara que després es va dividir en hores. Els romans consideraven que el dia s'iniciava a mitjanit.

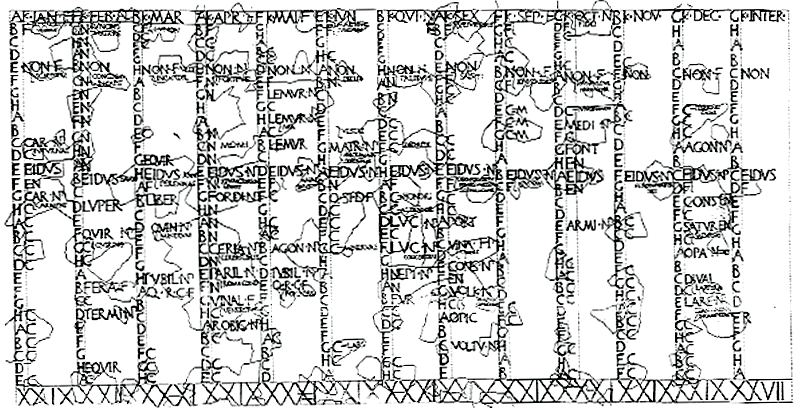
Calendari conegut com el Fasti Antiates Maiores, anterior a la reforma del calendari julià, amb els mesos de juliol i agost anomenats Quintilis i Sextilis.

## El còmput dels anys
Als romans, des d'antic, els va preocupar comptar el temps, especialment el cicle anual. En temps arcaics, quan encara no coneixien l'alfabet que més endavant van fer servir per numerar els anys o qualsevol altra cosa, comptaven els anys clavant un clau a la paret de fusta d'un temple, probablement el de la deessa del destí Fortuna. L'any 363 aC (390 de la fundació de Roma), es va dictar la llei Genutia Aemilia que establia que s'havia de fixar cada any un clau de bronze al Capitoli, conegut com a Clavus annalis (clau anyal). Aquest clau era un dels atributs de Necessitas perquè el compte del temps era vist com una necessitat indefugible. Aquest ritual s'anomenava clavum fingere i més endavant, en temps de la república, es va traslladar al temple de tríada capitolina, en l'altar dedicat a Minerva la deessa de la saviesa, que els havia conferit el do de saber comptar. Per tant, per saber els anys que havien passat només calia anar al temple i comptar els claus de la paret.

## L'any i els mesos
Els romans van descriure el seu primer any organitzat amb deu mesos fixos de 30 o 31 dies. Aquest sistema decimal s'adaptava a la pràctica romana general. Els quatre mesos de 31 dies (març, maig, Quintilis i octubre) es van anomenar "plens" (pleni) i els altres "buits" (cavi). Els seus 304 dies van constituir exactament 38 cicles nundinals. Normalment es diu que el sistema ha deixat els 50 dies imparells restants de l'any com un "hivern" no organitzat.
Per influència grega, el calendari de la República Romana seguia els calendaris grecs en assumir un cicle lunar de 29+1⁄2 dies i un any solar de 12+1⁄2 mesos sinodics (368+3⁄4 dies), que s'alineen cada quart any després de l'addició de dos mesos intercalars. Es van afegir dos mesos a final d'any per completar el cicle durant l'hivern, gener i febrer, abans del mes intercalar inserit cada dos anys; Així es va establir un any que començava a la primavera (en el mes dedicat a Mart, és a dir el mes Martius = març), després seguia el mes que s'obre (Aprilis = abril), el del creixement (Majus = maig) i la de la florida (Junius = juny). Després els mesos seguien per ordre del cinquè al desè: Quinctilis (juliol), Sextilis (agost), September (setembre), October (octubre), November (novembre) i December (desembre); seguia el mes d'obertura dels treballs agrícoles (Januarius = gener) i el mes de les purificacions (Februarius = febrer). El mes intercalar no tenia nom però se l'anomenava Mercedonius per estar consagrat a la paga. La desigualtat entre l'any lunar de 355 dies i l'any tropical de 365+1⁄4 dies va provocar un dèficit durant quatre anys de (10+1⁄4 × 4) = 41 dies. Teòricament, 22 dies es van interpolar al calendari en el segon any del cicle de quatre anys i 23 dies en el quart. Això va produir un excés de quatre dies durant els quatre anys en línia amb l'excés normal d'un dia durant un any. Els reajustaments no van evitar el desfasament de temps i va succeir que l'hivern fora datat en la tardor astronòmica. Juli Cèsar va eliminar el desfasament ordenant una reforma en el calendari romà per a tot el territori, el 46 aC.
A cada període de cinc anys se li deia lustre a causa que es feien sacrificis l'any després de la revisió del cens (lustrum) que era cada cinc anys.

## Divisió dels mesos
Amb els progressius reajustaments es van fixar mesos complets de 31 dies (març, maig, juliol i octubre), mesos menors de 29 dies (abril, juny, agost, setembre, novembre, desembre i gener), un mes final de 28 dies (febrer, que cada quatre anys tènia 29 dies) i un mes intercalar (mercedonius, de 27 dies) que s'afegia al final del calendari cada dos o tres anys. Així, el primer i el tercer any del cicle tenien 355 dies cadascun; el segon any 383 dies; i el quart any 382 dies, és a dir, en total 1474 dies. Cada mes es dividia en setmanes d'entre 4 i 9 dies; la segona i quarta setmana del mes eren de 8 dies, la tercera de 9 dies menys el febrer que eren 8 i en l'intercalar que eren 7) i la primera setmana era de 6 dies en els mesos de 31 i de 4 en els altres. L'anunci de la durada de la primera setmana es deia anunci de les Calendes i a les setmanes de nou dies el novè dia es deia Nonae o Nones; el primer dia de la tercera setmana se li deia Idus o Ides.
Divisions del mes romà
| SETMANES   | DURADA     | DIES AMB NOM            |
| ---------- | ---------- | ----------------------- |
| 1ª setmana | 6 o 4 dies | Calendes: el primer dia |
| 2ª setmana | 8 dies     | Idus: el darrer dia     |
| 3ª setmana | 9 dies (¹) | Nonae: el darrer dia    |
| 4ª setmana | 8 dies     |                         |

(¹)excepte febrer i el mes intercalar

## Els noms dels dies

### Dies amb nom
- Calendes: el primer dia del mes. Es creu que originalment era el dia que indicava l'inici de la lluna nova. Segons algunes propostes etimològiques, podria derivar de l'expressió kalo Iuno Covella o kalo Iuno Novella, que voldria dir respectivament, "Jo t'invoco, Juno de la cova" (el primer temple de Juno era una simple cova) i "Jo t'invoco, la nova Juno", que eren les frases emprades pel pontífex per anunciar la lluna nova cada primer de mes al turó capitolí al recinte de la curia calabra.[9][10]
- Nonae: coincidia amb el dia 5 en mesos menors o dia 7 en mesos complets. Es creu que originalment marcava el dia de la lluna creixent, és a dir, el dia a mig camí entre la lluna nova i la lluna plena. La Nonae o nones es localitzava comptant vuit dies abans de l'"Idus" i solia caure al voltant del dia quinze o disset del mes, depenent de la llargada del mes i de la posició de l'"Idus". Nonae deriva de la paraula llatina novem («novè»), perquè si es pren l'"Idus" com a dia 1, el dia abans seria el dia 2 i així el Nonae que és vuit dies abans seria el dia 9 del compte.
- Idus: coincidia amb el dia 13 en mesos menors o 15 en mesos complets. Es creu que originàriament marcava el dia del començament de la lluna plena.

### Identificació dels dies
A partir d'aquests dies amb nom, s'identificaven la resta de dies, per exemple:
- Es podia fer servir l'expressió "5 dies abans de la Nonae" per a referir-se al segon o al sisè dia del mes.
- Es podia fer servir l'expressió "7 dies abans de l'Idus", per a referir-se al vuitè o al catorzè dia del mes.

### Abreviacions
En els documents, per a fixar una data s'empraven abreviacions. Alguns exemples:
- Prid. Id. Mart. : Que cal interpretar com Prid. (=precedent, dies previs a), Id. (Idus), Mart (mes de març); és a dir el 14 de març.
- a.d. NN: Que vol dir "ante diem Numerus Nomen". Aquesta era una altra manera d'identificar un dia: comptant cap enrere a partir d'un dia amb nom propi, aquest dia que servia de referència era el dia 1 del compte enrere. Exemple "a.d. III Kal. Nov.", vol dir el tercer dia abans de les calendes de novembre, és a dir, el 30 d'octubre. No es feia servir l'expressió "segon dia", sinó que era el mateix que dir "pridie",(«el dia anterior a »).

Altres exemples d'equivalències abreujades serien:
- a.d. IV Non. Jan. = 2 de gener
- a.d. VI Non. Mai. = 2 de maig
- a.d. VIII Id. Apr. = 6 d'abril
- a.d. VIII Id. Oct. = 8 d'octubre
- a.d. XVII Kal. Nov. = 16 d'octubre

### Caràcter dels dies
Cada dia del calendari romà anava marcat amb una lletra que indicava el caràcter amb què era considerat, que eren les següents:
- F (fastus), dies en els quals era acceptable iniciar una acció legal, també anomenats dies fasti, derivat del terme fas(permetre), és a dir, «dies en què està permès fer sense ofendre els déus» i més endavant va passar a designar els dies en què estava permès fer celebracions o fasti sacri.
- C (comitialis), un dia apte per a fer assemblees (dies comitalis)
- N (nefastus), quan les activitats polítiques i l'administració de justícia estaven prohibides (dies nefasti)
- NP, lletres emprades amb dos significats diferents. De vegades es feien servir per marcar els dies de fires comercials (feriae) i els dies no laborables. També es feien servir amb el significat nefastus priore,és a dir, la vespra d'un dia nefastus
- FP, (fastus priore), dia abans a un dia classificat com fastus
- QRCF (potser les sigles de quando rex comitiavit fas), un dia en què era permès que el rex sacrorum convoqués una reunió[12]
- EN (endotercissus, una forma arcaica del terme intercissus, que es podria traduir per «tallat pel mig»), indicava els dies que eren nefasti al matí, quan se solien preparar els sacrificis, així com al vespre, quan es realitzaven els sacrificis, però que no eren considerats nefasti al migdia.

## Diferències amb el calendari grec
El calendari solar grec comptava 365 dies i mig, mentre el llatí comptava 368 dies i tres quarts d'un altre. Per adaptar-se a aquesta situació i al cicle àtic de vuit anys, en lloc d'afegir 59 dies cada quatre anys es van afegir 90 dies cada vuit anys. El mes de febrer de 29 dies va ser reduït a 24 dies (i quan febrer tenia tan sols 28 dies va passar a tenir-ne 23), de manera que l'any solar romà va passar a tenir 366 dies i un quart d'un altre.

## Calendari imperial
El mes d'aprilis durant el govern de Neró es va dir Neronianus. Quinctilis i Sextilis es van rebatejar Julius i Augustus en honor de Juli Cèsar i d'August. September i Octuber durant el govern de Domicià es van dir Germanicus i Domicianus.
El cicle lunar va ser finalment reemplaçat per la setmana de set dies durant el període imperial, amb el calendari julià que va entrar en efecte l'any 45 aC. Durant un temps la nova setmana i el cicle lunar van coexistir, però en temps de l'emperador Constantí, que va oficialitzar i estendre l'ús del calendari julià l'any 321, el cicle lunar ja havia caigut en desús.